# Como M&T Bjerke

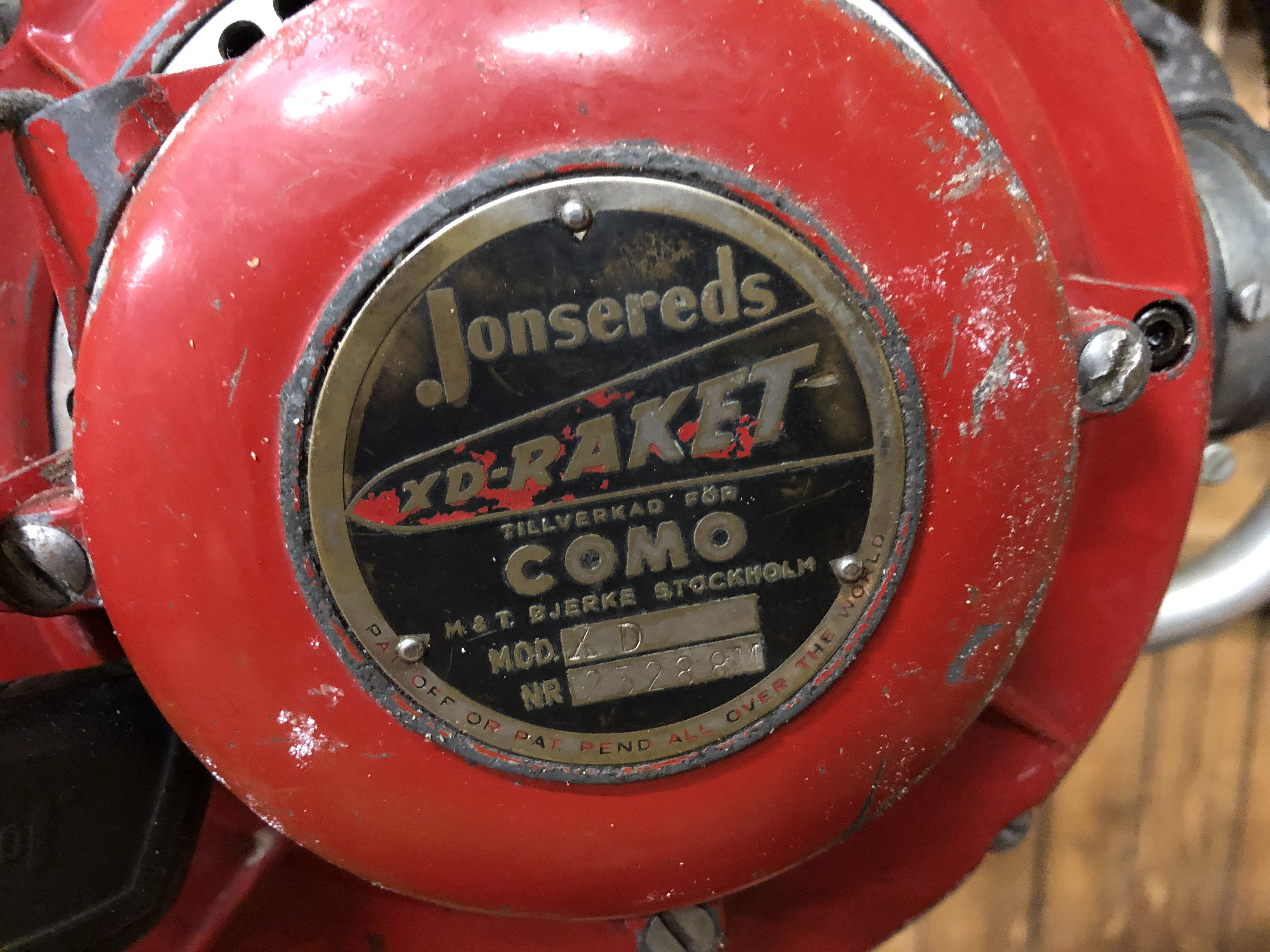
Jonsereds XD-Raket

Como M&T Bjerke AB var ett svenskt företag med huvudkontor i Stockholm som importerade skotermärket Vespa och som även var engagerat inom motorsågar. Bolaget grundades av Mats Bjerke och Tore Bjerke 1946. 
Bolaget importerade motorsågar från Nordamerika och hade generalagenturen för italienska Vespa och ansvarade för Vespa Service i Sverige. Bolaget tog in de första exemplaren av Vespa i april 1950. Bolaget hade kontor och visningshall för vespor på Karlavägen 67 i Stockholm i ett hus ritat av Arvid Bjerke.
Bolaget startade även tillverkning av motorsågen Comet som vidareutvecklades till motorsågen Raket tillsammans med Jonsereds fabriker.
Mats och Tore Bjerke gick in med kapital som "sleeping partners" i Metronome Records. Därmed kunde bolaget flytta från bröderna Burmans föräldrahem på Kammakargatan 41 till Bjerkes fastighet på Grevgatan 49 i Stockholm.